# Lingua fiamminga

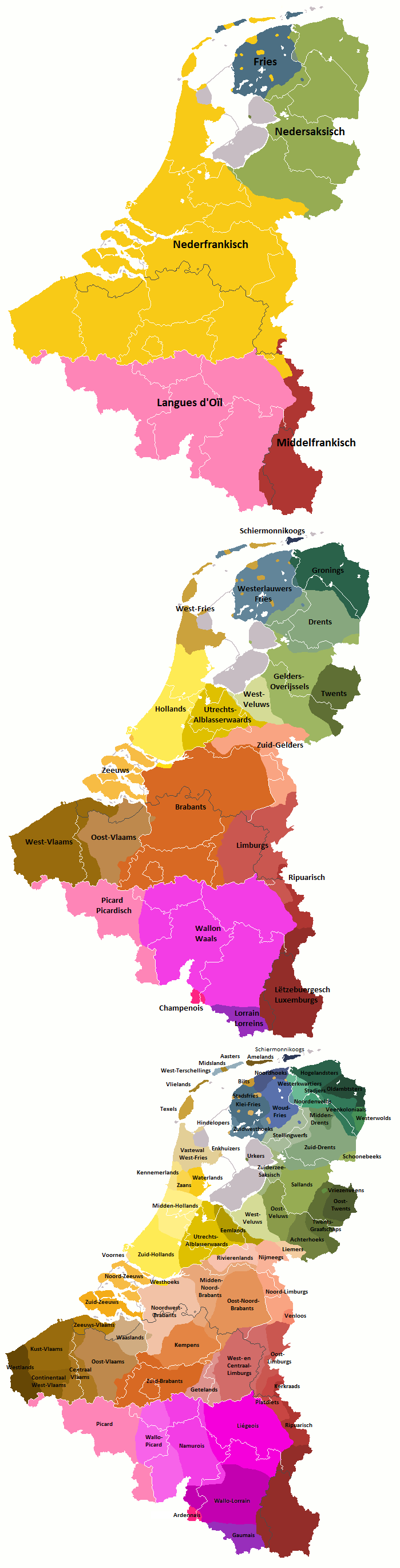
Mappa che mostra i dialetti parlati in Benelux: molte persone nelle Fiandre parlano un dialetto e il fiammingo, e capiscono l'olandese parlato. I dialetti sono anche assai usati nella forma scritta, sebbene fiammingo e olandese, da questo punto di vista, siano quasi identici.

Il fiammingo (nome nativo Vlams o Vloms, in olandese Vlaams, in francese flamand) è l'insieme dei dialetti olandesi parlati nella regione storica della Fiandra: nelle Fiandre francesi, in Belgio  nella regione belga delle Fiandre e da una percentuale minoritaria degli abitanti della regione di Bruxelles-Capitale e nelle Fiandre zelandesi. 
La famiglia del fiammingo comprende quattro gruppi dialettali:
- brabantino
- fiammingo orientale
- fiammingo occidentale
- limburghese

Alcune fonti tendono a considerare gli ultimi due dialetti a sé stanti. Pur con alcune caratteristiche proprie, soprattutto sul piano lessicale, è in tutto e per tutto uguale alla variante settentrionale parlata nei Paesi Bassi e comunemente nota come olandese.
Esiste anche un ente pubblico misto olandese-fiammingo per il controllo sulla lingua olandese e per la sua diffusione nel mondo. Tale ente si chiama Nederlandse Taalunie (Unione linguistica olandese), è stato fondato nel 1980 e ha sede all'Aia (Paesi Bassi).

## Dialetti fiamminghi nel senso proprio
Nel senso proprio, il fiammingo orientale ed il 
- fiammingo occidentale sono il fiammingo.